# Schoenus breviculmis
Schoenus breviculmis är en halvgräsart som beskrevs av George Bentham. Schoenus breviculmis ingår i släktet axagssläktet, och familjen halvgräs. Inga underarter finns listade i Catalogue of Life.